# Associazione Calcio Contarina
L'Associazione Calcio Contarina è stata una società calcistica italiana con sede a Contarina, allora sede municipale ed ora integrata, come frazione, nel comune di Porto Viro. La società è fallita nel 1994 e da allora non si è più reiscritta ad alcun campionato. Nella sua storia, ha disputato dodici campionati nel massimo livello dilettantistico: due stagioni in Serie D, nove nel Campionato Interregionale e una nel Campionato Nazionale Dilettanti.

## Palmarès

### Competizioni regionali
- Eccellenza: 1

1991-1992 (girone A)
- Promozione: 2

1977-1978 (girone A), 1989-1990 (girone B)
- Prima Categoria: 1

1961-1962 (girone B)